# Edificio La Adriática (Sevilla)
El edificio de La Adriática se levantó en Sevilla entre los años 1914 y 1922 en la calle Cánovas del Castillo, actual avenida de la Constitución. 

## Historia
Proyectado por el arquitecto José Espiau y Muñoz, en 1914, para la importante Compañía de seguros La Adriática, constituye un bello ejemplo de arquitectura ecléctica, donde se combinan elementos de ascendencia islámica con otros de estilo plateresco y otros claramente regionalistas.  El edificio se construyó en pleno auge constructivo de la ciudad de Sevilla con motivo de la apertura y el ensanche de esta avenida, y próximo al gran evento de la Exposición Iberoamericana de 1929. 
La particularidad de su situación sobre un solar de planta triangular con ángulo muy acusado sobre una manzana muy bien ubicada en la confluencia de la avenida con las plazas Nueva y de San Francisco, fue aprovechada por la creatividad de su autor para diseñar un edificio único, con unas perspectivas poco comunes en la ciudad, y con unas formas en las que predomina el estilo neomudéjar, tan presente en la ciudad de Sevilla en esa época. 

## Edificio

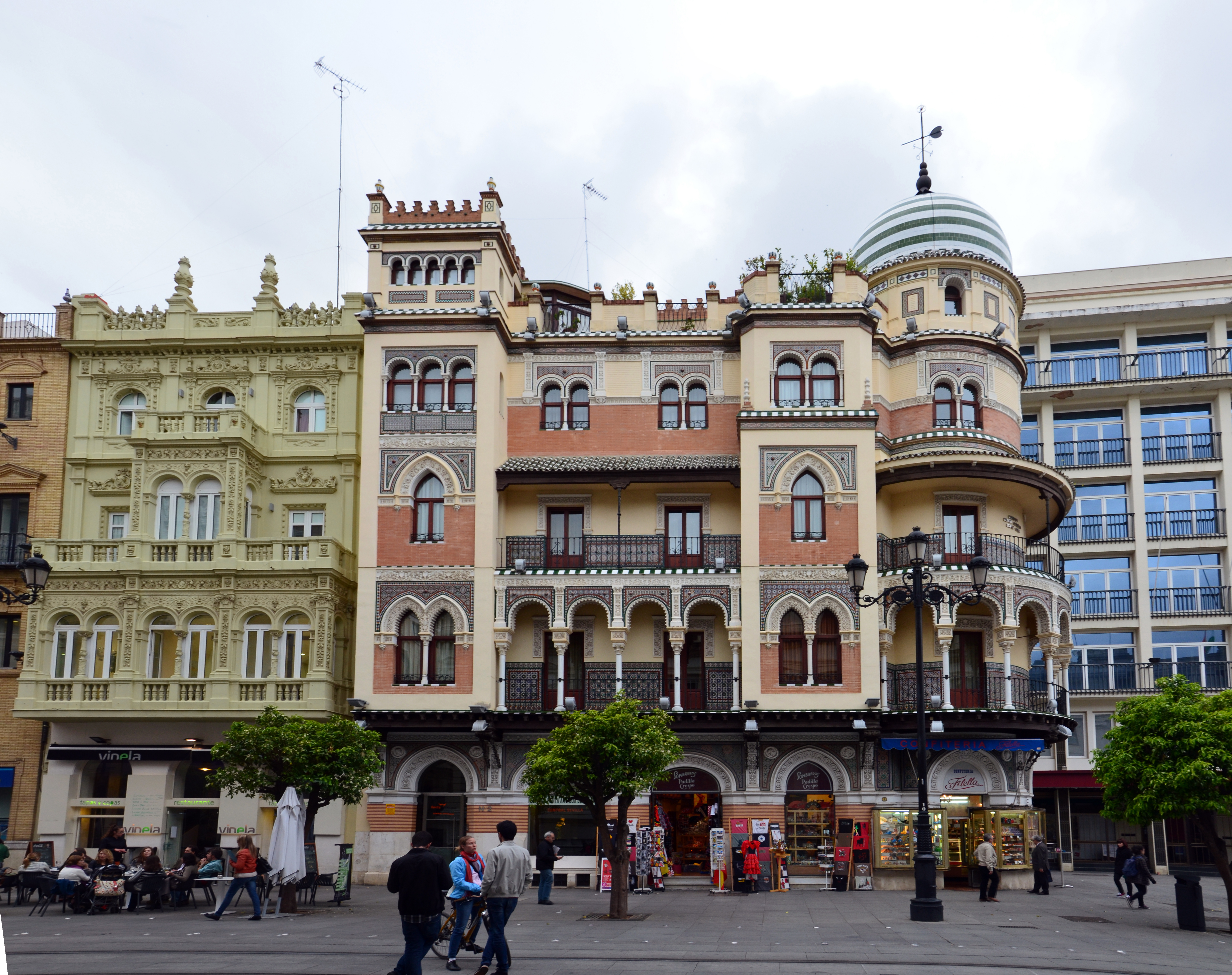
Fachada del edificio a la Avenida de la Constitución.

El elemento visualmente más potente del edificio es su logrado mirador de planta circular que presenta en la esquina, en el estrecho ángulo que forma en la confluencia entre las dos calles; un cuerpo cilíndrico de cuatro pisos con una espectacular galería de arcos sobre pórtico curvo en el segundo cuerpo, que se inspira en los antiguos minaretes árabes, y que se corona con una vistosa cúpula de azulejos vidriados policromados recuperada de la original, sustituida anteriormente por un cuerpo almenado. Además de lo conseguido de esta composición es destacable el esmerado estudio cromático, basado en la combinación de paños de ladrillo rojo con otros lisos en color crema; los tramos revestidos de cerámica policromada, y las franjas blancas con relieves de jarrones y grutescos. 
La fachada a la avenida de la Constitución forma como un cuerpo aparte, organizado entre dos estrechos miradores verticales; el más extremo con una altura más que el resto. Entre ellos queda un cuerpo horizontal retranqueado que se aprovecha para incluir en el nivel principal otro mirador cerrado por columnas de mármol y barandillas de forja –similar al del cuerpo cilíndrico-, sobre el que se crea una terraza cubierta revestida de tejas vidriadas. 
Todo el conjunto del edificio combina los arcos peraltados de perfil rebajado enmarcados por alfiz, de clara inspiración islámica, con arcos apuntados al más puro estilo gótico. Y en su decoración aparecen con profusión las clásicas franjas de frisos con relieves de grutescos enmarcando huecos, y en pilastras exteriores separando los arcos del mirador curvo.
De carácter similar realizó el propio Espiau otro edificio llamativo en la ciudad de Sevilla -que pasa bastante más inadvertido-, conocido como Ciudad de Londres, en una de las esquinas de la calle Cuna.